# The Broadsword and the Beast
| Críticas profissionais | Críticas profissionais |
| Avaliações da crítica  | Avaliações da crítica  |
| Fonte                  | Avaliação              |
| ---------------------- | ---------------------- |
| Allmusic               | 1.5 de 5 estrelas.     |

The Broadsword and the Beast é o décimo quarto álbum de estúdio da banda britânica Jethro Tull.
Em 2005 uma versão remasterizada foi lançada, trazendo oito faixas bônus que foram gravadas durante as sessões de Broadsword mas não inclusas no álbum original.

## Faixas
Todas as canções por Ian Anderson
1. "Beastie" - 3:58
2. "Clasp" - 4:18
3. "Fallen On Hard Times" - 3:13
4. "Flying Colours" - 4:39
5. "Slow Marching Band" - 3:40
6. "Broadsword" - 5:03
7. "Pussy Willow" - 3:55
8. "Watching Me Watching You" - 3:41
9. "Seal Driver" - 5:10
10. "Cheerio" - 1:09

Faixas bónus
1. "Jack Frost and the Hooded Crow" - 3:22
2. "Jack A Lynn" - 4:40
3. "Mayhem Maybe" - 3:06
4. "Too Many Too" - 3:28
5. "Overhang" - 4:29
6. "Rhythm in Gold" - 3:08
7. "I Am Your Gun" - 3:19
8. "Down At the End of Your Road" - 3:31